# Falcidens
El género Falcidens es uno de los 3 taxones de moluscos que componen a la familia Chaetodermatidae.
Una de las particularidades de esta taxa es la presencia de hidroxiapatita en sus rádulas, un mineral demasiado poco común en organismos, además de poseer óxido de hierro en el núcleo de las rádulas, que también es considerado inusual. La rádula estos individuos es única en toda su vida. La presencia de hidroxiapatita u óxido de hierro en otras clases podría sugerir que el ancestro común de los moluscos pudo tener una rádula mineralizada.
Son omnívoros, cazadores y excavadores.
Hasta la fecha hay descritas 30 especies de la familia Falcidens.

## Especies
| - Falcidens acutargatus (Salvini-Plawen, 1992) - Falcidens aequabilis (Salvini-Plawen, 1972) - Falcidens caudatus (Heath, 1918) - Falcidens chiastos (Scheltema, 1989) - Falcidens crossotus (Salvini-Plawen, 1968) - Falcidens gutturosus (Kowalewsky, 1901) - Falcidens halanychi (Schander, Scheltema & Ivanov, 2006) - Falcidens hartmanae (Schwabl, 1961) - Falcidens hoffmanni (Stork, 1939) - Falcidens indicus (Stork, 1941) | - Falcidens ingolfensis (Salvini-Plawen, 1971) - Falcidens limifossorides (Salvini-Plawen, 1986) - Falcidens liosqueameus (Salvini-Plawen, 1969) - Falcidens lipuros (Scheltema, 1989) - Falcidens longus (Scheltema, 1998 - Falcidens loveni (Nierstrasz, 1902) - Falcidens macracanthos (Scheltema, 1998) - Falcidens macrafrondis (Scheltema, 1989) - Falcidens nontargatus (Salvini-Plawen, 1992) - Falcidens normanni (Nierstrasz, 1903) | - Falcidens poias (Scheltema, 1995) - Falcidens profundus (Salvini-Plawen, 1968) - Falcidens sagittiferus (Salvini-Plawen, 1968) - Falcidens sterreri (Salvini-Plawen, 1967) - Falcidens strigisquamatus (Salvini-Plawen, 1977) - Falcidens targatus (Salvini-Plawen, 1986) - Falcidens targotegulatus (Salvini-Plawen, 1992) - Falcidens thorensis (Salvini-Plawen, 1971) - Falcidens vasconiensis (Salvini-Plawen, 1996) - Falcidens wireni (Nierstrasz, 1902) |